# 吴华夺
吴华夺（1917年8月—1997年5月23日），生于河南省新县陈店乡细吴村，中国人民解放军开国少将。
12岁时，随父亲吴文宝参加红军，其父在长征中牺牲。1955年，授予中国人民解放军少将。曾任中国人民解放军军事学院队列部部长，陕西省军区副司令员、兰州军区副司令员（1975年8月－1982年12月）。